# 塞斯蒂诺
塞斯蒂诺（義大利語：Sestino），是意大利阿雷佐省的一个市镇。总面积80.46平方公里，人口1463人，人口密度18.2人/平方公里（2009年）。ISTAT代码为051035。